# Ezra Abbot
Ezra Abbot (28. dubna 1819, Jackson, Maine – 21. března 1884, Cambridge, Massachusetts) byl americký profesor teologie.
Navštěvoval Phillipsovu akademii v Exeteru a Bowdoinovu kolej, kterou absolvoval v roce 1840. Pak se usadil v Cambridge a v roce 1856 se stal asistentem knihovníka na Harvardově univerzitě. V roce 1861 byl přijat do Americké akademie umění a věd, v roce 1869 získal doktorát práv na Yaleově koleji a v roce 1872 doktorát z religionistiky na Harvardově univerzitě. Pak získal profesuru na Harvardově teologické škole, kde se vědecky i pedagogicky věnoval Novému zákonu.
Kromě článků také tvořil bibliografie. Spolu s Horatiem Balchem Hackettem připravil rozšířené americké vydání Smithova Biblického slovníku, do kterého přispěl více než 400 hesly. Byl také činným členem komise pro revidované vydání Bible krále Jakuba.
Jeho hlavním osobním dílem bylo pojednání o autorství Janova evangelia.